# John Talbot, 2. jarl af Shrewsbury
Sir John Talbot, 2. jarl af Shrewsbury, 2. jarl af Waterford, 8. baron Talbot, KG (ca. 1417 – 10. juli 1460) var en engelsk adelsmand og soldat. Han var søn af John Talbot, 1. jarl af Shrewsbury, 1. jarl af Waterford, 7. baron Talbot, 10. baron Strange af Blackmere og Maud Neville, 6. baronesse Furnivall.
John Talbot havde også undertitlerne 11. baron Strange af Blackmere og 7. baron Furnivall. Han blev slået til ridder i 1426 i Leicester sammen med kong Henrik 6. I løbet af sin fars liv gjorde han tjeneste som Lord Chancellor of Ireland. Han var støttede Huset Lancaster, og tjente som Lord High Treasurer fra 1456 til 1458, og blev også slået til ridder af Hosebåndsordenen i 1457. Han blev dræbt i Slaget ved Northampton.

## Tidlige liv
John, den ældste søn og arving til Baroniet Furnivall, blev født på Sheffield Castle, hvor hans mor var bosiddende. Som stadig en dreng blev han slået til ridder i 1426 af Henrik 6. Han blev tildelt herregården Worksop i 1435/6 aeternas maternis, tilhørende hans mor i hendes egen levetid. Han nedskrev sit testamente i Sheffield året efter sit bryllup ægteskabet med Lady Elizabeth, en datter af James Butler, 4. jarl af Ormond og Joan Beauchamp. Hendes bedsteforældre på moderens side var William Beauchamp, 1. baron Bergavenny og Joan FitzAlan. Joan var datter af Richard FitzAlan, 4. jarl af Arundel og Elizabeth de Bohun. Elizabeth var datter af William de Bohun, 1. jarl af Northampton.
Ægteskabet mellem John og Elizabeth ser ud til at have været et forsøg på at hele den gamle strid mellem familierne Talbot og Butler, som havde domineret irsk politik i mange år og stærkt svækket den engelske krones autoritet i Irland.
De dik syv børn:
- Lady Anne Talbot (ca. 1445 – 17. maj 1494). Gift først med Sir Henry Vernon og derefter med Ralph Shirley.
- John Talbot, 3. jarl af Shrewsbury (12. december 1448 – 28. juni 1473).
- Sir James Talbot (ca. 1450 – 2. september 1471).
- Sir Gilbert Talbot, KG (1452 – 16. august 1517 eller 19. september 1518). Gift første gang med Elizabeth Greystoke, datter af Ralph de Greystoke, 5. baron Greystoke/7. baron Boteler af Wem; og anden gang med Etheldreda, også kaldet Audrey, Cotton, datter af William Landwade Cotton af Landwade, Cambridgeshire.
- Christopher Talbot (ca. 1454 – efter 1474). Rektor i Christchurch, Shropshire.
- Sir George Talbot (født omkring 1456).
- Margaret Talbot (født omkring 1460). Gift med Thomas Chaworth (døde som sindssyg 1482–1483), søn af Sir William Chaworth og Elizabeth Bowett, ingen børn.

## Diplomat, hofmand og statsmand
Opdraget af sin mor i West Riding og på godserne omkring Sherwood Forest, var hans far næsten konstant væk i Irland og Frankrig. Ophøjet til Irlands kansler af sin far i marts 1445, forblev han dér indtil den nye vicekonge, hertugen af York dukkede op i Dublin i 1447. Han blev en del dronning Margrete af Anjous hof inden Jack Cades oprør. I Dartford anklagede han allerede York-forrædere. Han nærede en vis vrede til den stoltserende hertug, hvis noget forfængelige og til tider arrogante holdning irriterede ham. Efter at have overtaget titlen som jarl i arv havde han allerede følt sig nok selvsikker til at kritisere Yorks optræden som kongens stedfortræder i Irland.

Talbof fandt sit venskab med Ralph, Lord Cromwell, tættere end hans slægtsskab med sin mors familie Neville-slægten. De marcherede sydpå til Det 1. slag ved St Albans i 1455. Efter et ubeslutsom møde søgte Warwick Shrewsburys side og valgte således en kamp mod Cromwell. Sidstnævnte døde kort efter, og Shrewsbury giv over på York og Warwicks side, som nu er et samlet parti. Han støttede valget af George Neville til ærkebiskop.
Da han realiserede York "professionelle hærs" mulige forræderi, valgte han ny side og støttede dronning Margrete, som gjorde ham til Lord Treasurer of England den 14. september 1456. Talbots tid som Lord High Treasurer faldt sammen med en økonomisk krise i England. Han deltog i det kongelige følges rundrejse gennem Midlands i slutningen af 1456. Under et månedlang storrådsmøde i Coventrys palads fortalte nogle parlamentsmedlemmer ham, at han skulle kæmpe mod franskmændene. Han fortsatte en beskatningspolitik for at betale for kongens skattegæld, og baseret på bøder fra retssager. Det følgende år arrangerede han "Kærlighedsdagen", hvor jarlen af Devon blev opfordret til at fungere som mægler for sin ven, hertugen af York. Margretes forsøg på at skabe fred i riget mislykkedes, mens Shrewsbury på sin magttinde blev slået til ridder af Hosebåndsordenen.
Langt fra en kompetent kasserer opgav han plads til Wiltshire efter et år ved storrådsmødet i Westminster i oktober 1458. Udpeget til Chief Justice af Cheshire i 1459 hjalp han parlamentet med at bandlyse York-støtter ved lov. Den 10. juli 1460 under Slaget ved Northampton blev han fundet af York og hans følgere nær kongens telt og slået ihjel.